# 2º Fronte ucraino
Il 2º Fronte ucraino fu un grande raggruppamento strategico dell'Armata Rossa sovietica, costituito durante la seconda guerra mondiale sul Fronte orientale. Il Fronte nella terminologia tradizionale russa e sovietica era equivalente ad un gruppo d'armate degli eserciti occidentali.
Una parte dei reparti del 2º Fronte ucraino e i suoi quadri di comando provenivano direttamente dal Fronte della Steppa che si era distinto nella battaglia di Kursk e soprattutto nella Quarta battaglia di Char'kov.

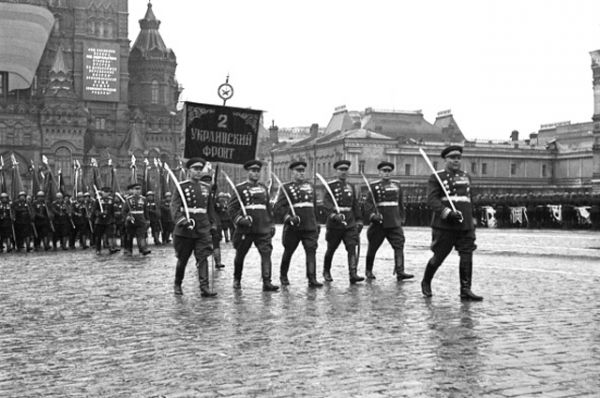
Il maresciallo Rodion Malinovskij guida la sfilata degli ufficiali del 2º Fronte ucraino durante la parata della vittoria di Mosca del 1945.

Dopo i successi della campagna dell'estate 1943, lo Stavka cambiò la denominazione di tutti i Fronti schierati nel decisivo settore meridionale e, in vista dell'imminente offensiva per liberare l'Ucraina, vennero creati quattro Fronti "Ucraini"; il Fronte della Steppa, guidato dal combattivo generale Ivan Konev prese il nome di 2º Fronte ucraino, schierato a sud del 1º Fronte ucraino del generale Nikolaj Vatutin che attaccava sulla direttrice più importante di Kiev. In autunno e in inverno le armate del generale Konev parteciparono all'offensiva generale lungo la linea del fiume Dnepr che venne attraversato lungo quasi tutto il suo corso, mentre in inverno ebbero un ruolo decisivo nella sanguinosa battaglia di Korsun'; le truppe del generale Konev chiusero la sacca e distrussero dopo violenti scontri nel rigido clima invernale le divisioni tedesche accerchiate. Nella successiva campagna della primavera 1944 il 2º Fronte ucraino, sempre guidato dal generale Konev, promosso maresciallo per le sue vittorie, venne fortemente potenziato con tre armate corazzate; l'offensiva Uman'-Botoșani, la celebre "marcia del fango", fu uno dei più brillanti successi sovietici. Le armate corazzate del maresciallo Konev avanzarono rapidamente nonostante il terreno impraticabile, superarono numerosi grandi fiumi e arrivarono nell'aprile 1944 fino al confine della Romania, dopo aver inflitto pesanti perdite alle truppe tedesche.
Nell'estate 1944 il comando del 2º Fronte ucraino passò all'esperto generale Rodion Malinovskij, veterano della battaglia di Stalingrado e della campagna sul basso Dnepr; il Fronte a partire dall'agosto 1944 entrò in azione nel settore meridionale balcanico dove sarebbe rimasto per il resto della guerra. In collaborazione con il 3º Fronte ucraino del generale Fëdor Ivanovič Tolbuchin, le forze del generale Malinovskij ottennero un brillante successo nell'offensiva Jasi-Kisinev che portò al rapido crollo delle difese tedesco-rumene e alla defezione della Romania. I carri armati del 2º Fronte ucraino entrarono a Bucarest e poroseguirono subito verso le pianure ungheresi. Dopo una veloce avanzata iniziale tuttavia, vennero impegnate dalle riserve mobili tedesche e dovettero combattere per settimane aspri scontri tra mezzi corazzati nella regione di Debrecen. Nei mesi autunnali e invernali le armate del maresciallo Malinovskij avanzarono lentamente e, sempre in collaborazione con le forze del maresciallo Tolbuchin, accerchiarono Budapest che venne conquistata dopo un lungo e cruento assedio nel febbraio 1945. Le forze corazzate delle Waffen-SS contrattaccarono ripetutamente a gennaio e a marzo 1945; il 2º Fronte ucraino respinse questi disperati attacchi e ad aprile 1945 riprese ad avanzare entrando vittoriosamente a Vienna il 13 aprile 1945; le armate del maresciallo Malinovskij terminarono la guerra partecipando da sud all'offensiva di Praga.
Il 2º Fronte ucraino venne sciolto ufficialmente il 10 giugno 1945 e la maggior parte delle sue forze venne trasferita in patria, nel Distretto militare di Odessa, la 6ª Armata corazzata delle guardie invece venne trasferita in Estremo Oriente per partecipare alla guerra contro il Giappone.

## Comandanti in capo del 2º Fronte ucraino
| # | Nome                          | Immagine | Inizio       | Termine     | Note                                                                        |
| - | ----------------------------- | -------- | ------------ | ----------- | --------------------------------------------------------------------------- |
| 1 | Ivan Stepanovič Konev         |          | ottobre 1943 | maggio 1944 | Assume il comando del 1º Fronte ucraino                                     |
| 2 | Rodion Jakovlevič Malinovskij |          | maggio 1944  | giugno 1945 | Assume il comando del Fronte del Trans-Bajkal per la guerra con il Giappone |

## Ordine di battaglia nell'offensiva di Praga 1945
- Quartier generale
- 6ª Armata corazzata delle guardie
- 1º Gruppo di cavalleria meccanizzata delle guardie
- 7ª Armata delle guardie
- 9ª Armata delle guardie
- 40ª Armata
- 46ª Armata
- 53ª Armata
- 1ª Armata rumena
- 4ª Armata rumena
  -  23º Corpo corazzato
  -  7º Corpo meccanizzato

Note: 

## Effettivi nell'offensiva di Praga
| Consistenza organica del 2º Fronte ucraino durante l'offensiva di Praga.                                                              |
| PERSONALE ufficiali e soldati: 515.000 (di cui 81.500 rumeni)                                                                         |
| MEZZI DI TRASPORTO autocarri: dati non disponibili                                                                                    |
| ARMAMENTO carri armati e cannoni semoventi : 580 cannoni anticarro e pezzi d'artiglieria campale: 6.000 aerei da combattimento: 1.000 |